# 大白菇

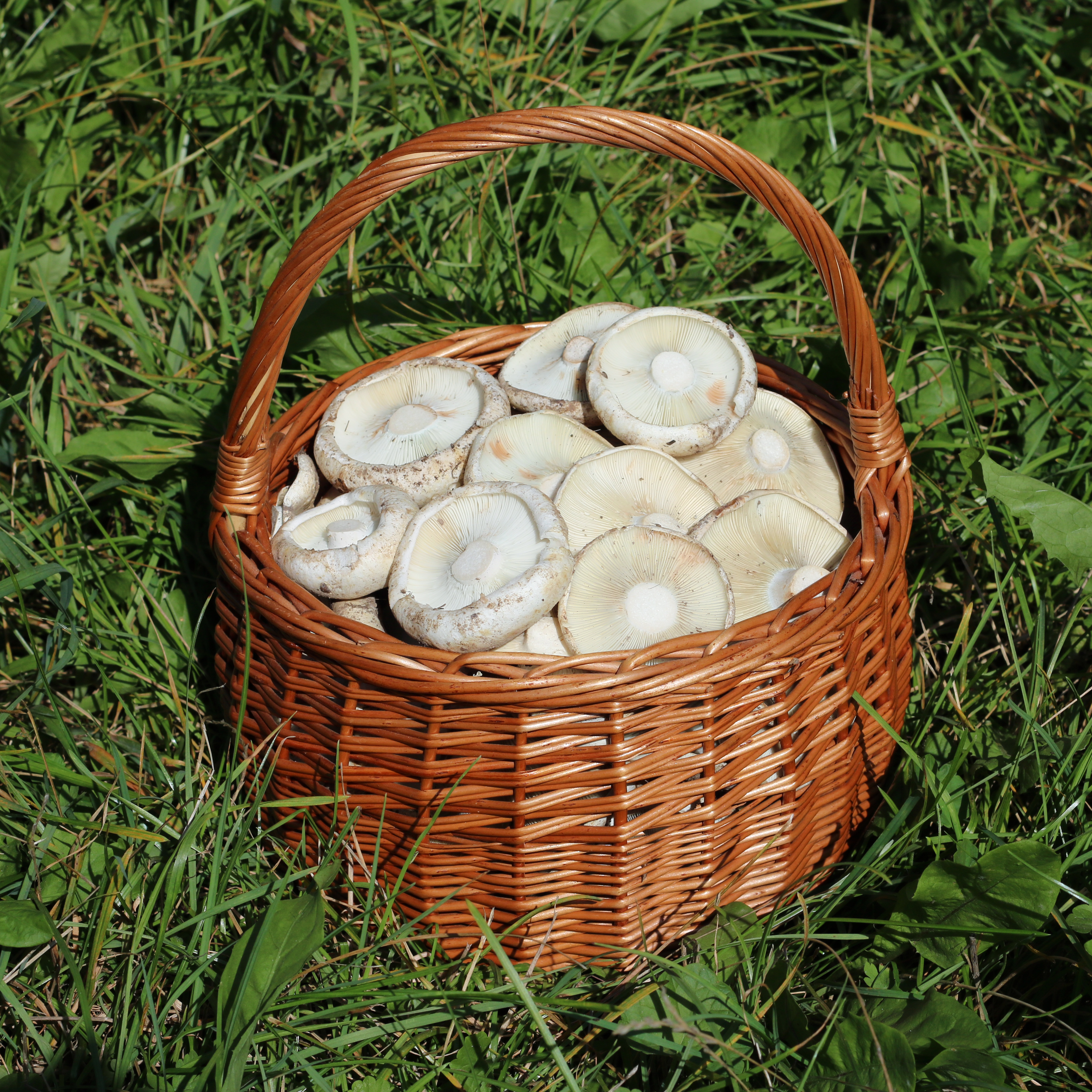

大白菇（學名：Russula delica），俗稱乳白脆褶（milk-white brittlegill），是一種擔子菌門真菌，隸屬於俗稱脆褶（Brittlegill）的紅菇屬。這種真菌呈白色，菌蓋有著棕色的斑紋，且菌柄短小穩健。這種真菌可供食用，但味道較差。這種真菌主要在秋季在混合林中生長，且容易與乳菇屬真菌混淆。

## 分類
大白菇最早是由瑞典真菌學家伊利阿斯·马格努斯·弗里斯於1838年描述的，其學名即為現今的學名。其學名中的源自拉丁文，意思是「斷奶」。
這種真菌的學名在過去曾有數次改變，而其中很多學名均與其特徵不符。其中一個最廣人知的異名為黄绿红菇（Russula chloroides），該異名是取自部份標本菌柄尖端的藍綠色部份。
澳大利亞真菌學家約翰·伯頓·克萊蘭於1935年在澳大利亞南部洛夫締山脈收集了這種真菌的標本，但真菌學家謝麗爾·格爾古里諾維奇於1997年發現該種真菌並非大白菇，而是另一個物種馬蘭加尼亞紅菇（Russula marangania）。

## 描述
大白菇的菌蓋直徑能達16厘米（6.3英寸），呈白色，且帶有赭色或褐色。起初呈凸面狀，但隨著年齡增加會漸漸變成扁平狀或漏斗狀。其菌柄高2–6厘米（0.8–2.4英寸），厚2–4厘米（0.8–1.6英寸），穩固，呈白色。其菌褶呈白色或淡奶油色，它們之間的間距不大，且子實層是自基部沿蕈柄向下生長的。其孢子印呈白色，而其擔孢子的大小則為8–12 x 7–9微米。其菌肉呈白色，有著淡淡的魚腥氣味或昆蟲氣味，並且有著辛辣、澀苦和強烈的味道。其子實體經常半埋在土壤裡，因此其菌蓋上經常有著落葉碎屑。
大白菇與乳菇屬真菌的外觀相似，例如白乳菇（Lactarius piperatus）和大白菇均有著白色的菌蓋、菌柄和菌肉。

## 分佈及生境
大白菇廣泛地分佈在北半球的溫帶地區，其中包括亞洲、歐洲和北美洲。這種真菌通常在秋季在混合林中生長，且通常是依附著落葉樹和針葉樹生長。這種真菌在北美洲較為罕見，而較為常見的類似紅菇就是短柄紅菇。

## 可食性
大白菇並沒有毒，因此是可供食用的。但是，其辛辣、澀苦的味道令到這種真菌並不受歡迎，也因此不會被用作食材。部份文獻更主張這種真菌是不可供食用的。